# Triumfetta macrocoma
Triumfetta macrocoma är en malvaväxtart som beskrevs av Karl Moritz Schumann. Triumfetta macrocoma ingår i släktet triumfettor, och familjen malvaväxter. Inga underarter finns listade i Catalogue of Life.